# 新五箇山温泉
新五箇山温泉（しんごかやまおんせん）は、富山県南砺市にある温泉である。

## 泉質
- カルシウム・ナトリウム硫酸塩泉（42.9℃、pH8.6、溶存物質1,401㎎/㎏[1]）、加温循環[2]
- 湧出量は動力揚水で毎分109.0リットル[1]
- 源泉の深さ1,331m[1]
- 神経痛、関節痛、五十肩、胃腸病、火傷、皮膚病、動脈硬化症、冷え症などに効能がある（※いずれも効能はその効果を万人に保証するものではない）。

## 温泉街
温泉旅館は無く、日帰り入浴施設の『南砺市平ふれあい温泉センター ゆ～楽』のみが存在する。庄川峡を眼下に望むことが出来る。
『南砺市平ふれあい温泉センター ゆ～楽』は、1993年に旧平村が大崩島地内で掘削を行った際湧き出した、毎分300リットル以上の豊富な温泉を利用したもので、1994年秋に着工、1995年4月14日に完成式が行われ（総事業費約2億5,000万円）、4月15日に『平村ふれあい温泉センター ゆ～楽』としてオープン。祖山ダム湖畔の高台に建設された鉄骨平屋建て延べ780m2の建物で、男女別のサウナおよび露天風呂付大浴場（ダム湖に面しており、五箇山の眺望が楽しめるように設計されている）、休憩室、軽食・喫茶コーナー、2,200m2の駐車場を設けている。2022年7月10日にリニューアルオープンした。
このほか、当温泉を使用する施設として高齢者生活福祉センター『つつじ荘』も存在する。『つつじ荘』は2024年に公開された映画『正体』のロケ地にもなった。

## 周辺
- 越中五箇山相倉集落
- 村上家住宅
- 和紙工芸研究所

## 関連記事
- 五箇山温泉